# Augusto Frediani
Augusto Frediani, nome completo Augusto Mariano Frediani (Firenze, 6 gennaio 1846 – Castres, 30 dicembre 1938), è stato un circense italiano naturalizzato francese.

## Biografia
Augusto Frediani appartenne ad una famiglia di origine italiana naturalizzata francese attiva nel mondo del circo; figlio di due calzolai fiorentini, del borgo San Frediano, Angiolo (nato nel 1820) e Chiara Bandini (nata nel 1823).
Augusto come anche suo fratello maggiore, Eugenio, fu allievo di Giovanni Tramagnini, già maestro dei Fratellini, dal quale imparò le acrobazie, e dopo un passato come ex garibaldino, fondò un proprio piccolo circo, denominato il Circo Toscano.
Sposò la fiorentina Emilia Palmira Clorinda Iacopini, nata il 31 dicembre 1850, dalla quale ebbe due figli: Guglielmo "Willy" (Firenze, 3 febbraio 1871 - Barcellona 24 gennaio 1947) e Aristodemo detto "Beby" (Bielefeld, 1880 – Castres, marzo 1958).
Successivamente Augusto assieme ai due figli e con un allievo venne ingaggiato da diversi circhi spagnoli.
I due fratelli più l'allievo formarono un trio di acrobati equestri fra i più importanti d'inizio del Novecento.
Nel 1900, al Noveau Cirque di Parigi, presentarono a cavallo, per la prima volta al mondo, una colonna a tre.
Altro esercizio per il quale furono pionieri, risultò il salto mortale iniziato dalle spalle di un acrobata in piedi su di un primo cavallo e terminato su quelle di un altro acrobata in piedi su di un secondo cavallo che seguiva in scia.
Nel 1908 si trasferirono negli Stati Uniti d'America, dove lavorarono al Barnum & Bailey.
In seguito, Zizine, figlio di Guglielmo, sostituì l'allievo René.
Nel 1915 si stabilirono in Spagna, in Catalogna dove conobbero, strinsero amicizia, ebbero relazioni interpersonali e si sposarono con esponenti di altre famiglie circensi locali.
Successivamente alcuni esponenti della famiglia si esibirono come clowns.
All'età di 92 anni Augusto morì a Castres il 30 dicembre 1938. Sua moglie Emilia, a sua volta, morì tre anni dopo.